# Altti Alarotu
Altti Matti Ensio Alarotu (ur. 30 września 1945 w Jämijärvi, zm. 8 kwietnia 2005 w Kuusankoski) – fiński lekkoatleta.

## Kariera
Halowy mistrz Finlandii w skoku o tyczce z 1967 (4,90 m) oraz wicemistrz kraju w tej konkurencji z lat 1967-1971.
27 stycznia 1968 w Portland dwukrotnie pobijał halowy rekord Europy w skoku o tyczce: najpierw uzyskał wynik 5,13 m, a później poprawił go na 5,18 m. Rekord utrzymał się do 10 marca 1968, kiedy Wolfgang Nordwig skoczył w Madrycie 5,20 m. W tym samym roku zajął 14. miejsce na igrzyskach olimpijskich z wynikiem 5,00 m.
Reprezentował klub Lahden Sampo.
Jego brat Aaro uprawiał skok wzwyż, a wujek Martti pchnięcie kulą.

## Rekordy życiowe
- skok o tyczce – 5,31 m ( Turku, 1 lipca 1970)[5][6]
- skok o tyczce (hala) – 5,18 m ( Portland, 27 stycznia 1968)[5].